# Andreas Kappes
Andreas Kappes (Bremen, 23 december 1965 – Keulen, 30 juli 2018) was een Duits wielrenner. Bovenal was hij een uitstekend baanwielrenner. In 1991 won hij de klassieker Omloop Het Volk. Kappes overleed op 52-jarige leeftijd aan een hartfalen.

## Loopbaan
Kappes was in het eerste deel van zijn carrière een behoorlijk wegrenner en tijdens de jaren 1990 als baanrenner van wereldniveau. Hij werd Europees kampioen koppelkoers in 2003 (met Andreas Beikirch) en won zilver op het wereldkampioenschap puntenkoers in 1998; brons op de wereldkampioenschappen koppelkoers van 1999, 1998 en 1996 evenals in het Europees kampioenschap koppelkoers van 1996. Bovendien won hij tijdens zijn carrière 24 zesdaagsen, met name in de periode 1989-2000 en eindigde hij 24 maal als tweede en 26 maal als derde in een zesdaagse, op een totaal van 122 starts. Zijn belangrijkste 'maat' voor de zesdaagsen was Etienne De Wilde, met wie hij uit 28 starts tot liefst 13 overwinningen, 8 tweede plaatsen en 5 derde plaatsen in het eindklassement van een zesdaagse kwam.
Kappes overleed aan hartfalen ten gevolge van een allergische reactie op een insectenbeet.

## Belangrijkste overwinningen (weg)
1987
- 5e etappe Ruta del Sol

1988
- 6e etappe Parijs-Nice

1989
- Eindklassement Ronde van de Oise
- Parijs-Camembert

1991
- Trofeo Luis Puig
- Omloop Het Volk
- 3e etappe Parijs-Nice

1994
- Berner Rundfahrt

1998
- Ster van Brabant

1999
- 5e etappe Ronde van Duitsland

## Resultaten in voornaamste wedstrijden
| Jaar | Ronde van Italië | Ronde van Frankrijk | Ronde van Spanje |
| ---- | ---------------- | ------------------- | ---------------- |
| 1987 | 26e              |                     |                  |
| 1988 | opgave (1)       | 110e                |                  |
| 1989 |                  | 96e                 |                  |
| 1990 |                  | 136e                |                  |
| 1991 |                  | 65e                 |                  |
| 1992 | 121e             | 128e                |                  |
| 1993 | 124e             |                     |                  |
| 1994 |                  |                     |                  |
| 1995 | 106e             |                     |                  |
| 1996 |                  |                     |                  |

| Jaar | Milaan-San Remo | Gent-Wevelgem | Ronde van Vlaanderen | Parijs-Roubaix | Amstel Gold Race | Luik-Bast.‑Luik | Ronde van Lombardije | Parijs-Tours | Waalse Pijl | Rund um den Henninger-Turm |  | WK op de weg |  | Wereldranglijsten |
| ---- | --------------- | ------------- | -------------------- | -------------- | ---------------- | --------------- | -------------------- | ------------ | ----------- | -------------------------- |  | ------------ |  | ----------------- |
| 1987 | 102e            |               |                      |                |                  |                 |                      |              |             |                            |  | 17e          |  |                   |
| 1988 | 22e             |               | 68e                  |                | 72e              |                 |                      |              | 5e          |                            |  | 50e          |  | 45e (UWB)         |
| 1989 | 26e             |               | 64e                  |                |                  | 94e             | 11e                  | 17e          | 18e         |                            |  | 24e          |  | 50e (UWB)         |
| 1990 | 11e             | 123e          | 18e                  | 21e            | 7e               | 46e             | 38e                  | 5e           |             | 11e                        |  | 8e           |  | 17e (UWB)         |
| 1991 | 10e             |               | 61e                  |                |                  |                 | 91e                  | 37e          | 57e         |                            |  | 49e          |  |                   |
| 1992 |                 |               |                      |                |                  |                 |                      |              |             |                            |  |              |  |                   |
| 1993 | 137e            |               | 93e                  |                |                  |                 |                      |              |             | 19e                        |  | 13e          |  |                   |
| 1994 |                 | 45e           | 27e                  |                |                  |                 |                      |              |             | Zilver                     |  | 46e          |  |                   |
| 1995 | 109e            |               |                      |                |                  |                 |                      |              |             |                            |  |              |  |                   |
| 1996 |                 |               |                      |                |                  |                 |                      | 24e          |             |                            |  |              |  |                   |